# Крістіан Вільягра
Крістіан Вільягра (ісп. Cristian Villagra; * 27 грудня 1985, Монтерос) — аргентинський футболіст, лівий захисник, грає за «Росаріо Сентраль».

## Біографія

### Клубна кар'єра
Почав займатися футболом у рідному місті Мортерос. Пізніше виступав за команду «9 липня».

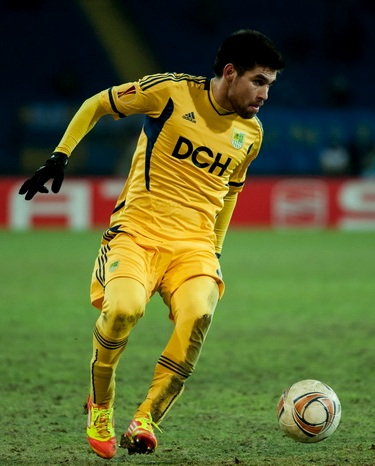
Крістіан Вільягра під час виступів за «Металіст». 9 березня 2012 року

Влітку 2004 року перейшов в «Росаріо Сентраль». В чемпіонаті Аргентини дебютував 5 лютого 2006 року в домашньому матчі проти «Хімнасії (Хухуй)» (0:0). Всього за команду зіграв 31 матч і забив 1 гол.
На початку 2007 року перейшов в «Рівер Плейт», разом зі своїми одноклубниками Марко Рубеном та Хуаном Охедою. «Рівер Плейт» за нього заплатив 500 000 євро. 2008 року разом з командою став переможцем Клаусури. Всього за «Рівер Плейт» провів 78 матчів та забив 3 голи.
У липні 2010 року підписав чотирирічний контракт з харківським «Металістом». В Прем'єр-лізі України дебютував 10 липня 2010 року в виїзному матчі проти сімферопольської «Таврії» (0:1), Вільягра почав матч в основі, але на 83 хвилині був замінений на Сергія Пшеничних. Крістіан в поєдинку зіграв надійно в обороні, також підключався до атак, через це сайт Football.ua включив його до збірної туру.
19 серпня 2010 року дебютував у єврокубках у виїзному матчі кваліфікації Ліги Європи проти кіпрської «Омонії» (0:1), Крістіан Вільягра відіграв весь матч. Другий матч «Металіст» зіграв в нічию (2:2) і вийшов у груповий раунд. У групі команда посіла 2-е місце поступившись нідерландському ПСВ та обігнавши італійську «Сампдорію» і угорський «Дебрецен».
В подальшому став основним захисником команди.
В січні 2015 року повернувся у свій перший професійний клуб "Росаріо Сентраль", підписавши контракт на один рік.

### Кар'єра в збірній
Вперше в національну збірну Аргентини його викликав Дієго Марадона. 2010 року провів 2 товариських матчі за Аргентину проти Шотландії та Гаїті.

## Статистика
| Сезон                        | Клуб                         | Ліга | Чемпіонат | Чемпіонат | Кубок | Кубок | Інші | Інші | Континентальні | Континентальні | Континентальні |
| Сезон                        | Клуб                         | Ліга | Ігри      | Голи      | Ігри  | Голи  | Ігри | Голи | Турнір         | Ігри           | Голи           |
| ---------------------------- | ---------------------------- | ---- | --------- | --------- | ----- | ----- | ---- | ---- | -------------- | -------------- | -------------- |
| 2005/06                      | «Росаріо Сентраль»           | ПД   | 13        | 0         | —     | —     | —    | —    | —              | —              | —              |
| 2006/07                      | «Росаріо Сентраль»           | ПД   | 17        | 0         | —     | —     | —    | —    | КЛ             | 5              | 1              |
| Всього за «Росаріо Сентраль» | Всього за «Росаріо Сентраль» | ПД   | 30        | 1         | —     | —     | —    | —    | КЛ             | 5              | 1              |
| 2006/07                      | «Рівер Плейт»                | ПД   | 9         | 0         | —     | —     | —    | —    | КЛ             | 4              | 0              |
| 2007/08                      | «Рівер Плейт»                | ПД   | 25        | 1         | —     | —     | —    | —    | КЛ             | 8              | 0              |
| 2008/09                      | «Рівер Плейт»                | ПД   | 31        | 2         | —     | —     | —    | —    | КЛ ПаК         | 4 1            | 0 0            |
| 2009/10                      | «Рівер Плейт»                | ПД   | 20        | 0         | —     | —     | —    | —    | —              | —              | —              |
| Всього за «Рівер Плейт»      | Всього за «Рівер Плейт»      | ПД   | 85        | 3         | —     | —     | —    | —    | КЛ ПаК         | 16 1           | 0 0            |
| 2010/11                      | «Металіст»                   | ПЛ   | 23        | 1         | 0     | 0     | 0    | 0    | ЛЄ             | 8              | 0              |
| 2011/12                      | «Металіст»                   | ПЛ   | 23        | 1         | 0     | 0     | 0    | 0    | ЛЄ             | 13             | 1              |
| 2012/13                      | «Металіст»                   | ПЛ   | 24        | 1         | 0     | 0     | 0    | 0    | ЛЄ             | 8              | 0              |

 (відкориговано станом на 8 липня 2013 року) 

## Досягнення
- Переможець Клаусури (1) : 2008

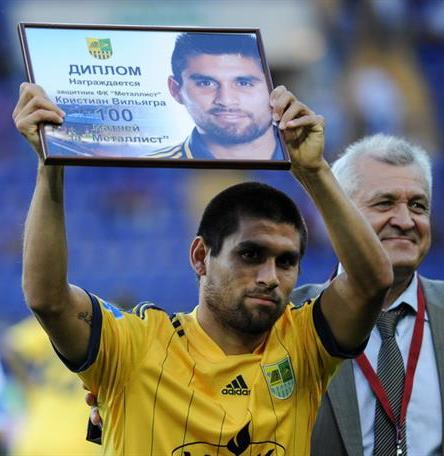
Крістіан Вільягра з дипломом в честь проведення 100 матчів за «Металіст» (Харків). 15 липня 2013 року

- Срібний призер чемпіонату України (1) : 2012/13
- Бронзовий призер чемпіонату України (2) : 2010/11, 2011/12

## Характеристика гри
Вільягра — правша, виступає на позиції лівого захисника, також може зіграти на правому фланзі. Крістіан непогано звертається з м'ячем, добре грає ногами. У нього відмінні фізичні дані він швидкий, різкий, повороткий, добре грає в пас.

## Приватне життя
Крім нього в родини є ще три брати і всі вони грають у футбол.